# Nicola Leali
Nicola Leali (ur. 17 lutego 1993 w Castiglione delle Stiviere) – włoski piłkarz grający na pozycji bramkarza. Od 2023 roku jest zawodnikiem Genoa CFC.

## Życiorys
Jest wychowankiem Brescii Calcio. Do kadry pierwszego zespołu dołączył w 2010 roku. W Serie A zadebiutował 15 maja 2011 w przegranym 0:1 meczu z AC Cesena. 3 lipca 2012 odszedł za około 3,8 miliona euro do Juventusu F.C. W latach 2012–2018 był wypożyczany kolejno do: Virtusu Lanciano, Spezii Calcio, AC Cesena, Frosinone Calcio, greckiego Olympiakosu SFP, belgijskiego SV Zulte Waregem i AC Perugia Calcio. 1 lipca 2018 został piłkarzem Perugii na zasadzie transferu definitywnego.